# Tradition Ngor
 (octobre 2017).
Si vous disposez d'ouvrages ou d'articles de référence ou si vous connaissez des sites web de qualité traitant du thème abordé ici, merci de compléter l'article en donnant les références utiles à sa vérifiabilité et en les liant à la section « Notes et références ».
La tradition Ngor (tibétain : ངོར་པ, Wylie : ngor pa, THL : ngorpa), fondée en 1429 par Ngorchen Kunga Zangpo désigne une branche de l'école sakyapa du bouddhisme tibétain.

## Origine et création

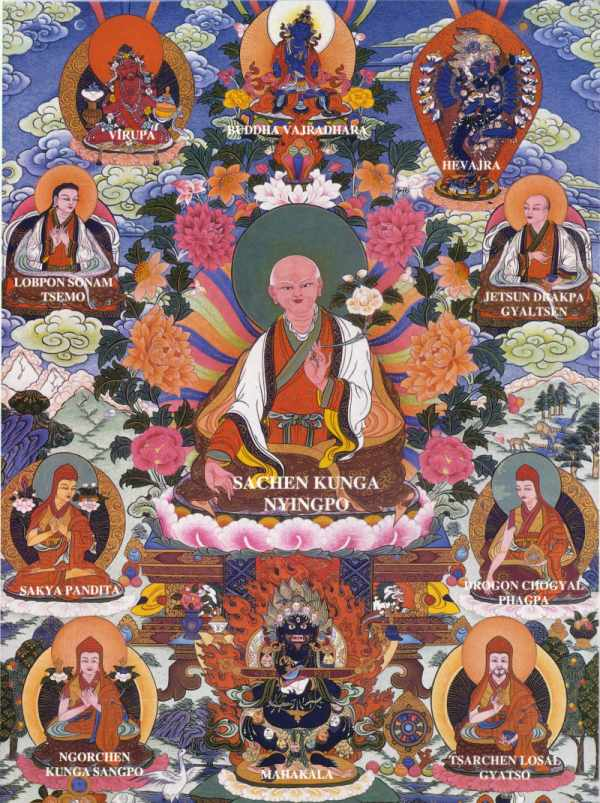
Pères fondateurs de l'école Sakya

Fondée au XIe siècle par Khön Köntchok Gyalpo, l'école Sakya est l'un des quatre grandes écoles bouddhistes du Tibet avec les Nyingma, Kagyu et Gelug.
En 1429, Ngorchen Kunga Zangpo (1382-1456) fonde le monastère de Ngor Ewam Chöden, dans la région de l'Ü-Tsang (Tibet central), non loin de Shigatsé. Le monastère devient le siège de la tradition Ngor (une branche de l'école Sakya) et fut l'un des principaux centres sakyapa durant plus de cinq siècles jusqu'au départ en exil en 1959 de son abbé Luding Khenchen Rinpoché.
Les Ngorpa entretinrent des relations étroites avec le Népal, rédigèrent de nombreux ouvrages dans tous les domaines de connaissances de l'époque, et perpétuèrent la tradition tantrique de la lignée Sakya. Le Hevajra (« Diamant de joie ») et le Lamdré (« voie et fruit ») jouent un rôle important dans la tradition Ngor.

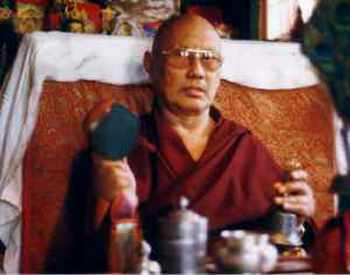
Luding Khen Rinpoché

Luding Khen Rinpoché, né en 1931 et intronisé en 1954, est l'actuel chef de la tradition Ngor et 75e de sa lignée. Le lama Phendé Rinpoché, qui enseigne notamment en Europe, est une autre grande figure de la tradition Ngor.

## Principaux lamas de la tradition Ngor
| # Abbé de Ngor | Nom                           | Date de naissance et décès | Translittération Wylie                               |
| -------------- | ----------------------------- | -------------------------- | ---------------------------------------------------- |
| 1.             | Ngor Dorje Chang Künga Sangpo | 1382-1456                  | ngor rdo rje 'chang kun dga' bzang po                |
| 2.             | Muchen Könchog Gyeltshen      | 1388-1469                  | mus chen dkon mchog rgyal mtshan                     |
| 6.             | Gorampa Sonam Sengge          | 1429-1489                  | go ram pa bsod nams seng ge                          |
| 7.             | Yongdzin Könchog Phel         | 1445-1514                  | yong 'dzin dkon mchog 'phel ba                       |
| 9.             | Lha Chog Sengge               | 1468-1535                  | lha mchog seng ge                                    |
| 10.            | Könchog Lhündrub              | 1497-1557                  | dkon mchog lhun grub                                 |
| 11.            | Sanggye Sengge                | 1504-1569                  | sangs rgyas seng ge                                  |
| 13.            | Namkhai Pelsang               | 1532-1602                  | nam mkha' dpal bzang                                 |
| 16.            | Pelden Döndrub                | 1563-1663                  | dpal ldan don grub                                   |
| 25.            | Sanggye Phüntshog             | 1649-1705                  | sangs rgyas phun tshogs                              |
| 49.            | Pelden Chökyi Gyeltshen       | 1784?-1854?                | dpal ldan chos kyi rgyal mtshan                      |
| –              | Ngawang Legdrub               | 1811–?                     | ngag dbang legs grub                                 |
| –              | Loter Wangpo                  | 1847-1914                  | blo gter dbang po                                    |
| –              | Ngawang Lodrö Shenpen Nyingpo | 1876-1952                  | ngag dbang blo gros gzhan phan snying po             |
| 75.            | Luding Khenchen Rinpoché      | 1931-                      | klu sdings mkhan chen rin po che 'jam dbyangs nyi ma |

## Monastères de tradition Ngor
- Monastère de Ngor Éwam Chöden (Chine)
- Monastère de Ngor Éwam Chöden (refondation) (Inde)[1],[2]
- Sa-Ngor-Chotshog Centre (en) (Inde)
- Ngor Ewam Phendé Ling (France)